# Otto Marburg
Otto Marburg (ur. 25 maja 1874 w Römerstadt, zm. 13 czerwca 1948 w Nowym Jorku) – austriacki lekarz neurolog, neuroanatom i neuropatolog. Autor ponad 200 artykułów i 10 monografii. Jako pierwszy opisał postać stwardnienia rozsianego, określaną obecnie jako choroba Marburga bądź postacią Marburga stwardnienia rozsianego.

## Życiorys
Urodził się w Römerstadt (obecnie czeski Rýmarov), jako syn fabrykanta Maxa Marburga i Adele z domu Berg, miał siedmioro rodzeństwa. Uczęszczał do szkoły i gimnazjum w Ołomuńcu. Następnie studiował medycynę na Uniwersytecie Wiedeńskim. Jeszcze jako student został w 1898 asystentem Heinricha Obersteinera. Uczył się neurologii u Wagnera von Jauregga w Wiedniu, u Mariego w Paryżu, Oppenheima i Munka w Berlinie. Tytuł doktora medycyny otrzymał summa cum laude 23 grudnia 1899. W 1905 roku został Privatdozentem, w 1912 profesorem nadzwyczajnym i w 1919 profesorem zwyczajnym neurologii. W tym samym roku zastąpił Obersteinera na stanowisku dyrektora Instytutu Neurologicznego Uniwersytetu Wiedeńskiego, którym kierował przez następne 19 lat, do 1938 roku. Jego uczniami byli m.in. Eugen Pollak, Ernst A. Spiegel, Alexander Spitzer, Anton Weichselbaum i Georg N. Koskinas.
W 1938 po przejęciu władzy przez nazistów był zmuszony do emigracji. Razem z przyjacielem Josefem Gerstmannem opuścił Wiedeń i przez Wielką Brytanię dotarł do Nowego Jorku. Tam podjął pracę najpierw w Mount Sinai Hospital u Josepha Globusa, a potem w Columbia University's College of Physicians and Surgeons.
Zmarł na raka w 1948 roku w wieku 74 lat.

## Dorobek naukowy
Opisał postać stwardnienia rozsianego, określaną jako choroba Marburga lub postacią Marburga stwardnienia rozsianego. Otto Marburg nie ma nic wspólnego z toponimiczną nazwą wirusa Marburg, nazwanego tak od niemieckiego miasta.
W 1904 opublikował atlas mikroskopowo-topograficzny ośrodkowego układu nerwowego człowieka. Za życia autora ukazały się jeszcze dwie jego edycje (1910, 1927).

## Wybrane prace
- Hypertrophie, Hyperplasie und Pseudohypertrophie des Gehirns. Zugleich ein Beitrag zur Kenntnis der diffusen Hirngliome. Arbeiten aus dem Neurologischen Institut der Universität Wien 13, ss. 288–323 (1906)
- Über die neueren Fortschritte in der topischen Diagnostik des Pons und der Oblongata[3] (1911)
- Die Hemiatrophia facialis progressiva; der umschriebene Gesichtsschwund. Hölder, Wien 1912
- Zur Kenntnis der neuroepithelialen Geschwülste (Blastoma ependymale). Arbeiten aus dem Neurologischen Institut der Universität Wien 23, ss. 192–221 (1921)
- Hirntumoren und multiple Sklerose. Ein Beitrag zur Kenntnis der lokalisierten Form der multiplen Sklerose im Gehirn[4] (1921)
- Einiges über Grundlagen, Komplikationen und Erfolge der Sehnervenscheiden-Trepanation nach Müller[5] (1921)
- Die Gefahren der sogenannten Metalues (Tabes und Paralyse) für die Arbeitsfähigkeit und Lebensdauer. Springer, Wien 1927
- Zur Frage der Haemorrhagia cerebri bei jüngeren Menschen und deren differentieller Diagnose[6] (1928)
- Studien über die erste Entwicklung des Zentralkanals des Menschen[7] (1929)
- Marburg O, Helfand M. Analysis of 100 Cases of Epilepsy. Journal of Nervous and Mental Disease 104(5), ss. 465-473 (1946)
- So-called agenesia of the corpus callosum (callosal defect) : Anterior cerebral dysraphism. Archives of Neurology and Psychiatry 61(3), ss. 297-312 (1949)
- Marburg O, Shwartzman G. Brain reactions to bacterial filtrates potent in eliciting local tissue reactivity. Proc Soc Exp Biol Med 48: 612–615 (1941)